# ریچل راتن
ریچل راتن (انگلیسی: Rachel Rotten؛ زاده ۸ اکتبر ۱۹۸۳) بازیگر پورنوگرافی آمریکایی است.